# Edmund Kryger
Edmund Kryger (ur. 6 lutego 1890 w Warszawie, zm. 12 marca 1967 w Gdyni) – działacz socjalistyczny i komunistyczny.

## Życiorys
Od 1894 mieszkał z rodziną we Włocławku, gdzie skończył szkołę podstawową i od 1907 był ślusarzem-tokarzem w fabryce celulozy. Członek PPS-Frakcji Rewolucyjnej, kolportował nielegalną literaturę socjalistyczną i przenosił broń. W 1908 aresztowany na 5 dni, potem oddany pod dozór policyjny, w 1911 wcielony do rosyjskiej armii, służył w Mandżurii.
Podczas I wojny światowej w 1915 walczył na froncie południowo-zachodnim. Po rewolucji lutowej 1917 wstąpił do SDPRR(b) i został wybrany do żołnierskiego komitetu pułkowego, później dywizyjnego, w końcu do Rady Delegatów Żołnierskich (RDŻ) 8 armii w Mohylowie Podolskim, gdzie XI 1917 brał aktywny udział w przewrocie bolszewickim.
W 1919 wrócił do kraju i został ślusarzem w prywatnym warsztacie w Kałuszynie, gdzie był współorganizatorem komórki KPRP. W 1920 aresztowany w związku z działalnością komunistyczną, po przesłuchaniu zwolniony, wstąpił do WP, zwolniony z wojska w grudniu 1920, a w styczniu 1921 został ślusarzem w Tczewie, a od 1927 był tam maszynistą kolejowym. Od VI 1932 w Gdyni, działacz Związku Zawodowego Maszynistów Kolejowych w Polsce, 1935–1938 przewodniczący komisji rewizyjnej koła w Gdyni, 1938–1939 wiceprzewodniczący zarządu koła.
Po zajęciu Gdyni przez Wehrmacht IX 1939 wysiedlony do Chełma, I 1940 nielegalnie przekroczył granicę z ZSRR, za co go aresztowano i skazano w Moskwie na 5 lat łagru w obwodzie archangielskim, IX 1941 zwolniony po „amnestii” w związku z układem Sikorski-Majski. Zgłosił się do armii gen. Andersa, jednak z powodu słabego wzroku nie został przyjęty, więc został ślusarzem w kołchozie w Kazachstanie. W 1943 wstąpił do ZPP, od X 1944 przewodniczący Zarządu ZPP rejonu kurdajskiego.
W lipcu 1945 wrócił do Polski i wstąpił do PPR, sekretarz komitetu PPR w parowozowni w Gdyni. Delegat na I Zjazd PPR w Warszawie w grudniu 1945. Pracownik zarządu koła Związku Zawodowego Kolejarzy (ZZK) w Gdyni. Działacz PZPR, od lipca 1958 na emeryturze.
Był odznaczony m.in. Orderem Sztandaru Pracy II klasy.
Pochowany na cmentarzu Witomińskim w Gdyni (kwatera 77-18-5).

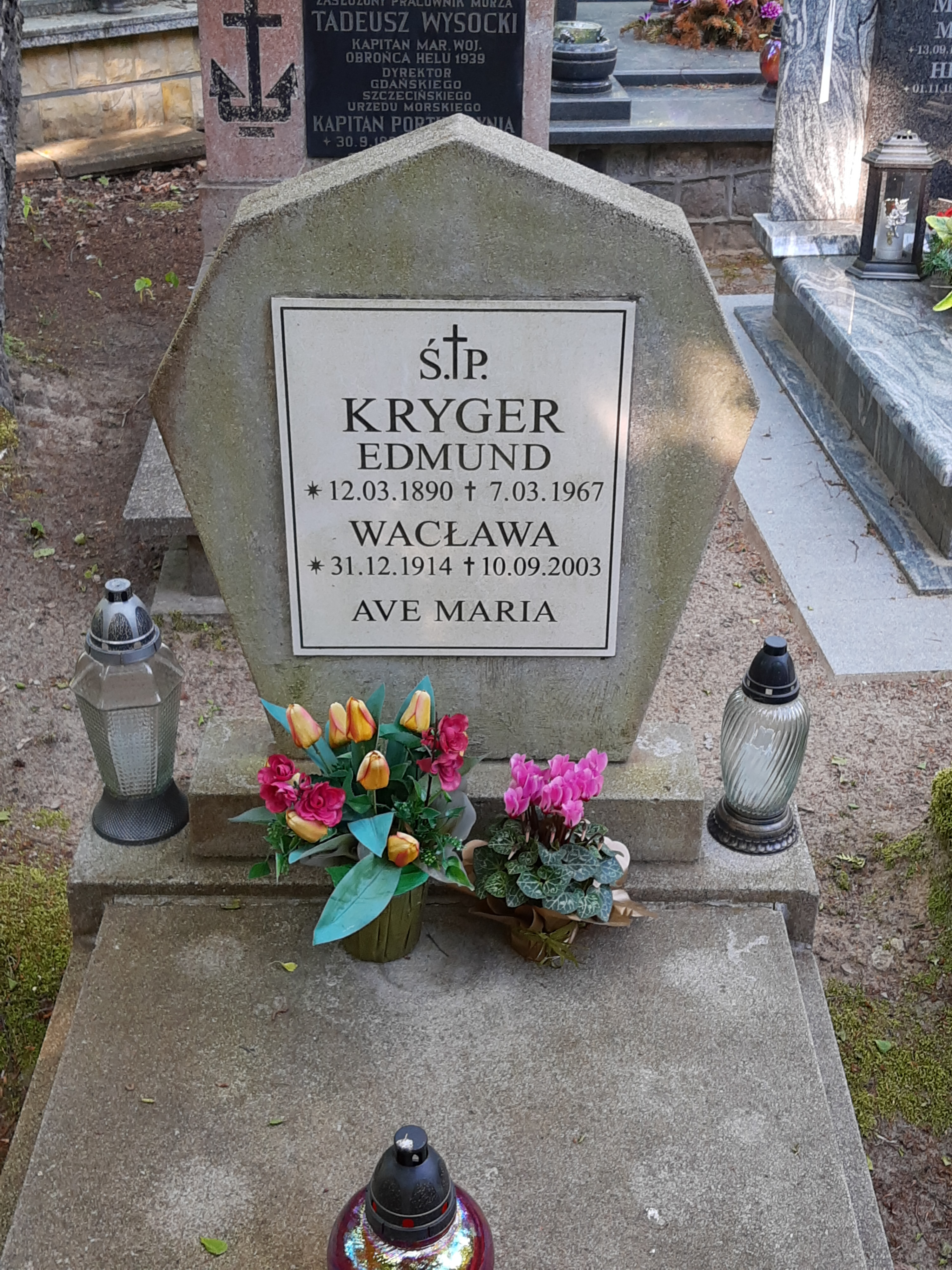
Grób Edmunda Krygera na cmentarzu Witomińskim